# Coll d'en Llemosí
El Coll d'en Llemosí és un coll de muntanya de 692 m alt dels contraforts septentrionals dels Pirineus del terme comunal de Ceret, a la comarca del Vallespir, de la Catalunya del Nord.
És en el sector sud del terme de Ceret. Es troba al nord del Pic del Bolaric i del Mas Sobirana, al sud-est del Mas Querol i al sud-oest del Mas Companyó.
El Coll d'en Llemosí és un indret sovintejat sobretot per ciclistes de muntanya d'aquest sector dels Pirineus vallespirencs.